# Adoretus bimarginatus
Adoretus bimarginatus är en skalbaggsart som beskrevs av Ohaus 1914. Adoretus bimarginatus ingår i släktet Adoretus och familjen Rutelidae. Inga underarter finns listade i Catalogue of Life.